# Paladar

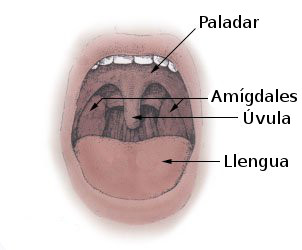
Ubicació del paladar

El paladar és el sostre de la boca en els humans i els animals vertebrats. Separa la cavitat oral de la cavitat nasal. Constitueix la paret superior o sostre de la cavitat oral. Està dividit en dues parts, la  volta palatina o paladar ossi  en els seus dos terços anteriors, i el  paladar tou o vel del paladar  en el seu terç posterior. Al centre i a la part més posteroinferior del vel del paladar penja l'úvula.
El paladar, a la zona de la geniva i en la part mitjana del paladar dur presenta una mucosa sèssil, és a dir, sense submucosa, amb una làmina pròpia directament unida al periosti. L'epiteli de la mucosa sèssil és pla pluriestratificat. Si apareix cornificació al paladar tou hi ha patologia.
La zona greixosa del paladar dur presenta una submucosa amb greix, mentre que la zona glandular presenta petites glàndules salivals menors. El paladar dur es troba ricament innervat, ja que la branca del nervi maxil·lar del nervi trigeminal dona innervació sensorial al paladar.
El paladar tou presenta múscul esquelètic. El paladar tou està interposat entre boca i fosses nasals. Així, l'epiteli que revesteix la porció del paladar tou que dona cap a les fosses nasals és igual al que les revesteix a elles mateixes, de tipus prismàtic pseudoestratificat, mentre que l'epiteli que dona cap a la boca és pla pluriestratificat amb probable paraqueratosis. El paladar tou presenta submucosa. Al paladar tou totes les glàndules són de tipus mucós.
Serveix per a l'aparell fonador: forma una zona de frec que amb la interacció llengua-paladar permet modular l'articulació dels sons.